# Kościół św. Stefana Króla w Stupavie
Kościół św. Stefana Króla (słow. Kostol sv. Štefana kráľa) – rzymskokatolicka świątynia parafialna znajdująca się w słowackim mieście Stupava, w archidiecezji bratysławskiej.

## Historia
Pierwsza wzmianka o kościele w Stupavie pochodzi z XIV wieku, był on drewniany i jednonawowy. W XV wieku świątynię ufortyfikowano poprzez otoczenie wysokim murem, miał on służyć jako miejsce schronienia w czasie działań zbrojnych. Na jego miejscu w pierwszej połowie XVII wieku w wzniesiono nową, renesansową świątynię, którą rozbudowano i przebudowano w latach 1764-1767 w stylu barokowym, wtedy też powstały kaplice boczne pw. św. Anny i św. Michała Archanioła. Budynek był niszczony przez pożary w 1911 i 1935 roku. W 1963 roku kościół wpisano do rejestru zabytków.

## Architektura i wyposażenie
Kościół barokowy, trójnawowy, o układzie halowym. Korpus nawowy przykryty jest sklepieniem krzyżowym. Filary dekorują pilastry zwieńczone korynckimi kapitelami. Do obu stron korpusu dostawione są kaplice boczne. Wieża kościelna ma wysokość 43 metrów, zawieszone są na niej cztery dzwony, trzy większe pochodzą z 1947 roku, a najmniejszy instrument pochodzi z roku 1880. Wnętrze zdobią m.in. barokowe ołtarze Piety i św. Jana Nepomucena, epitafium Jána i Daniela Lonzkronerów czy barokowa ambona. Na emporze znajdują się 21-rejestrowe organy, wykonane przez nieznanego budowniczego w 1827 roku, przebudowane w 1858 przez Martina Šaškę i odrestaurowane w roku 2000. Pod posadzką znajduje się krypta z 1707 roku, z grobami duchownych i wyższych urzędników.

## Galeria

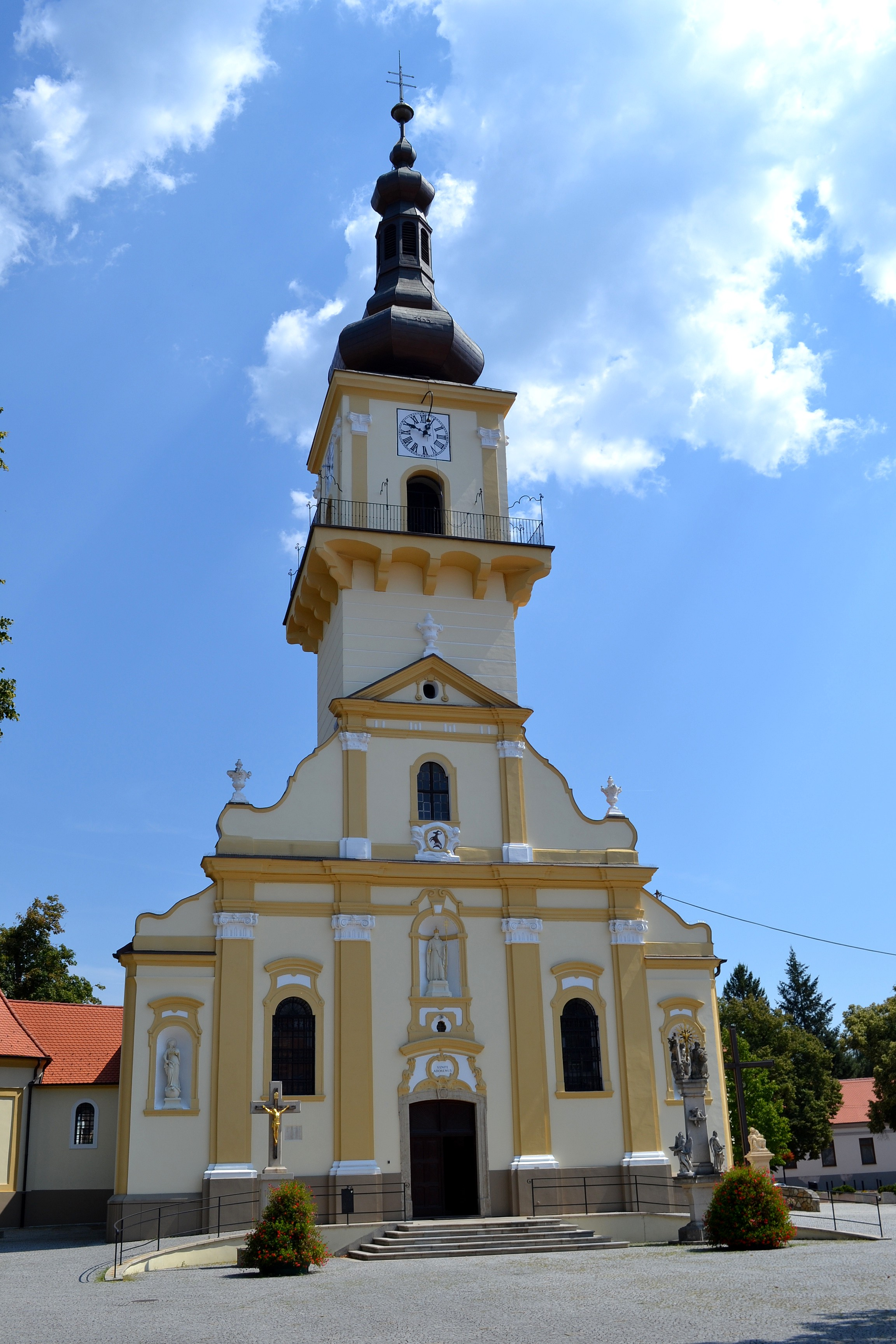
Fasada
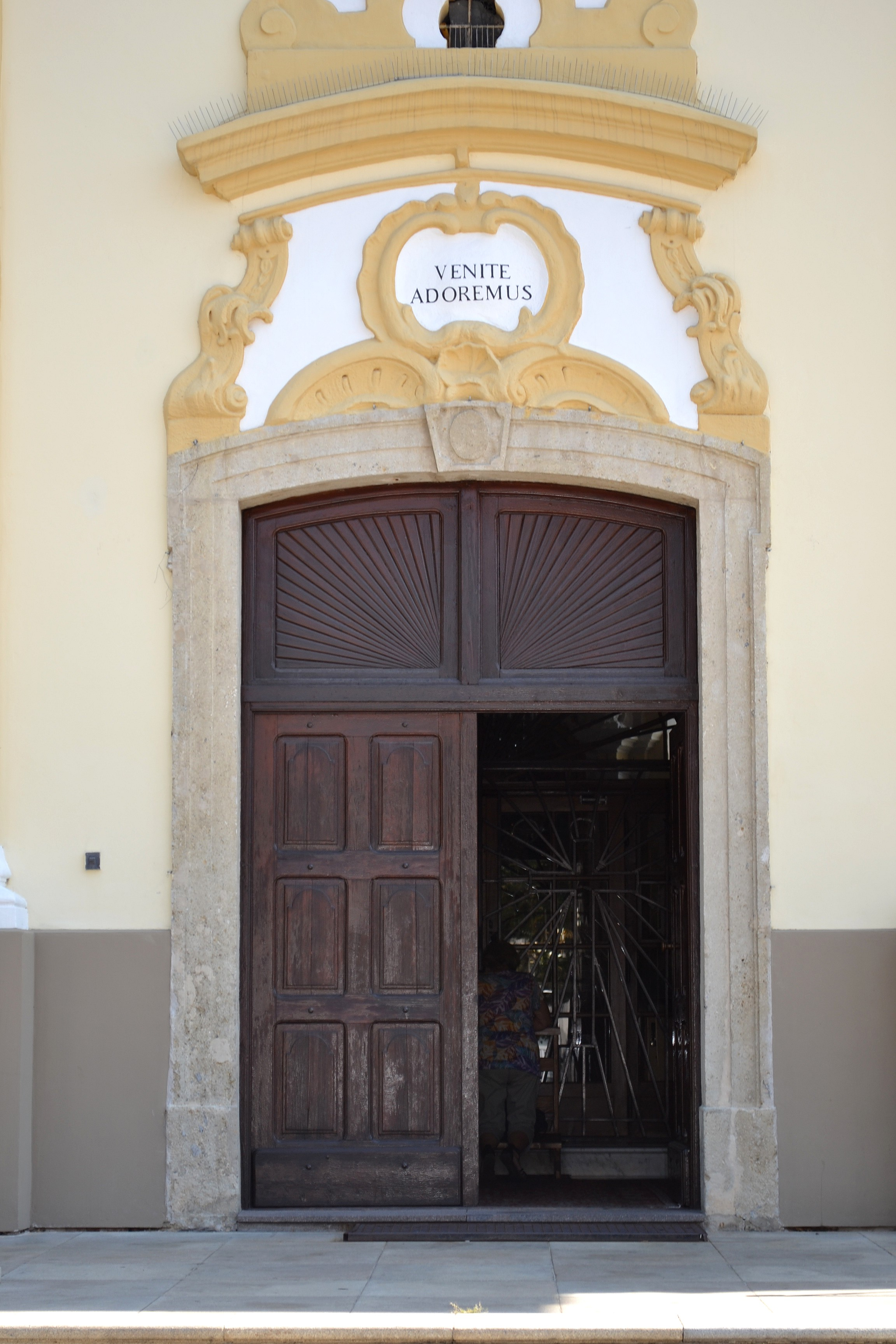
Wejście główne
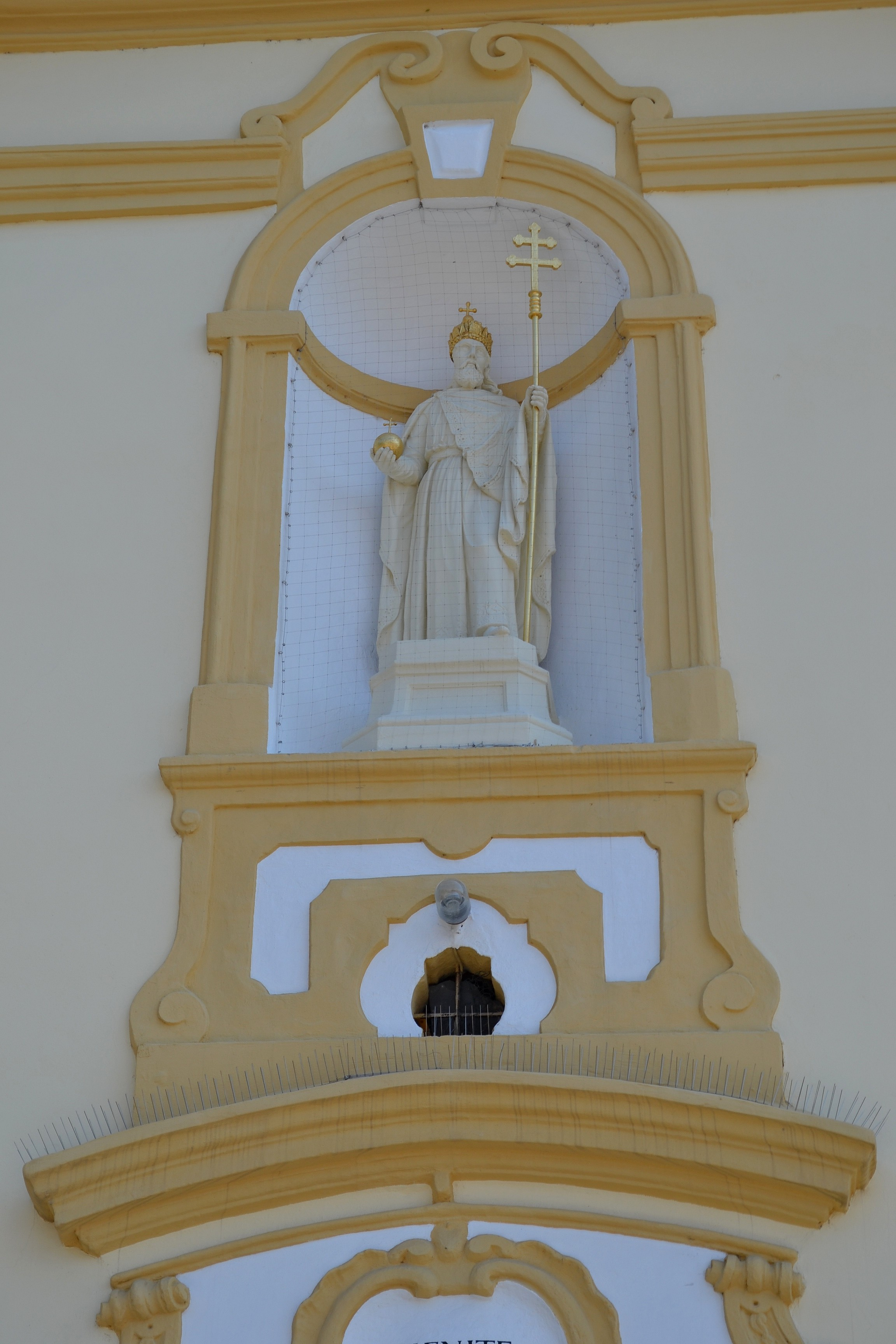
Nisza z rzeźbą św. Stefana
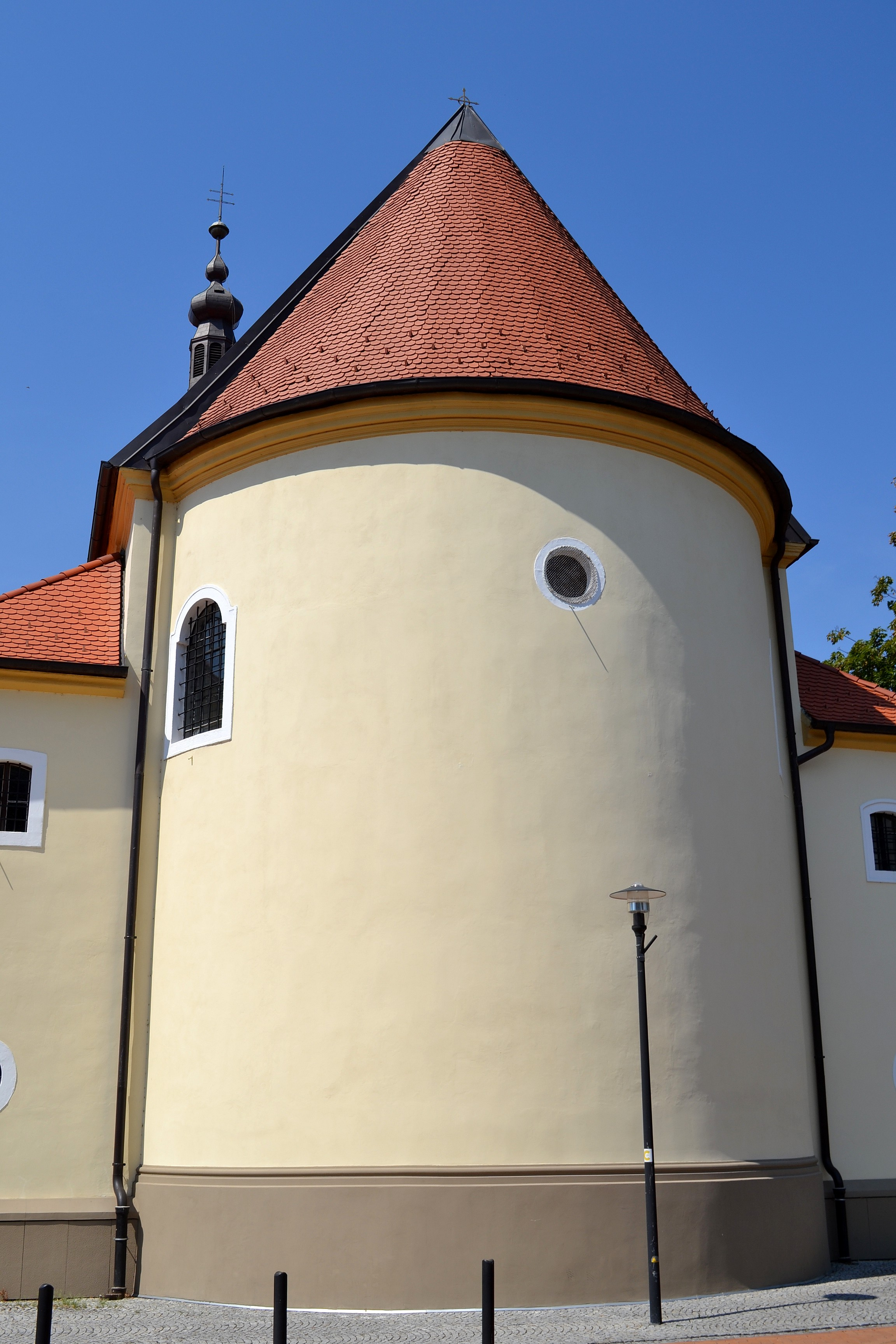
Absyda
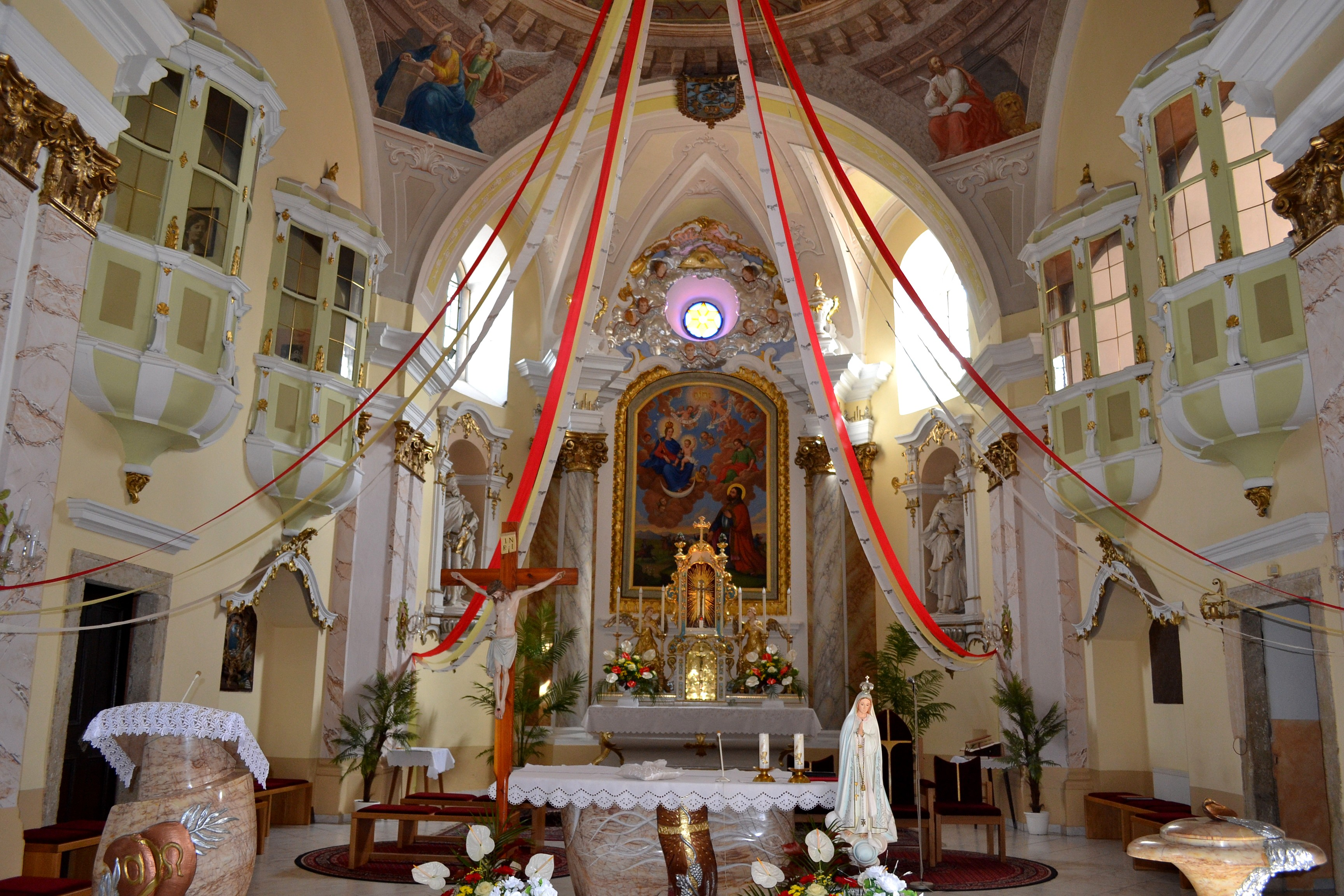
Wnętrze
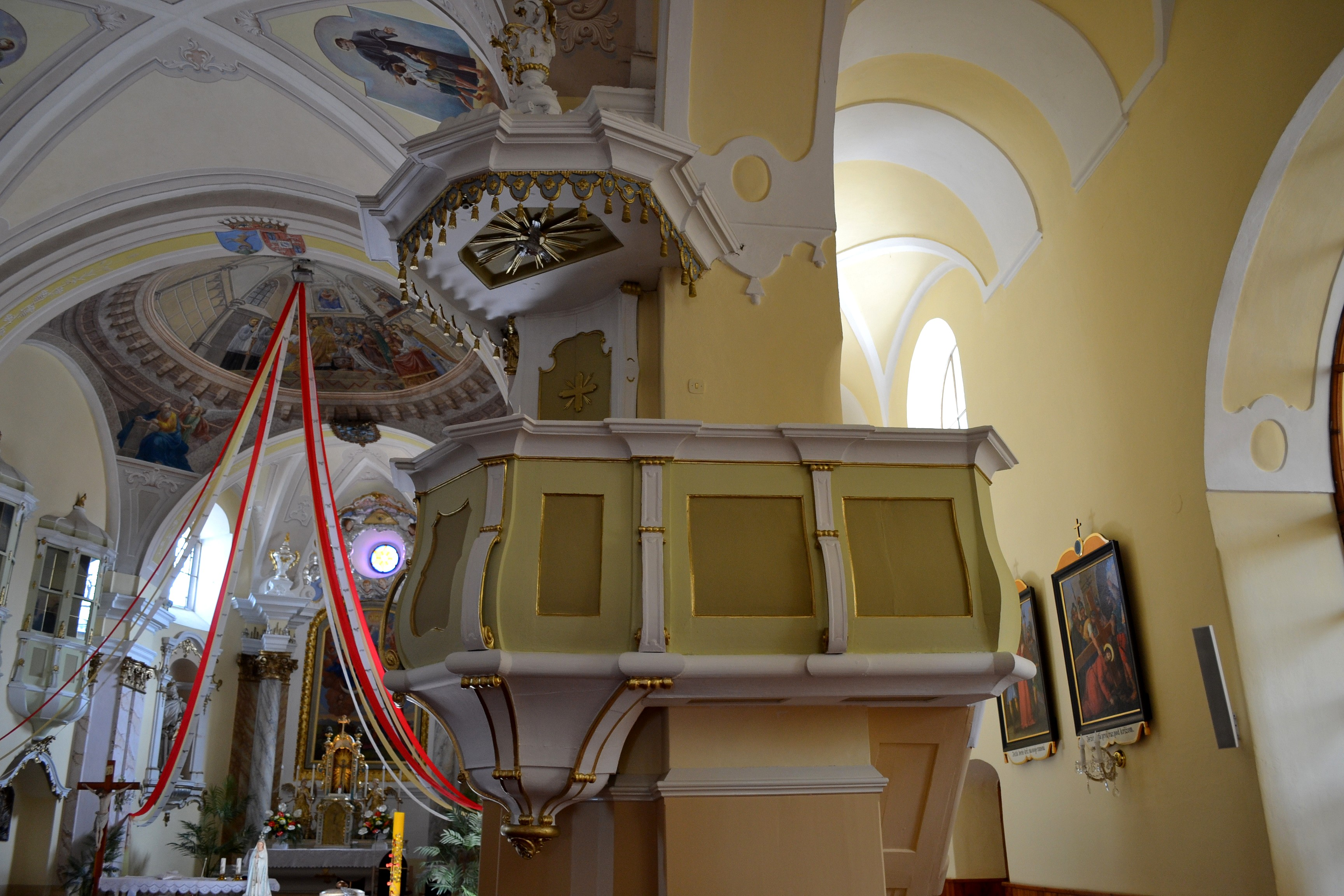
Ambona
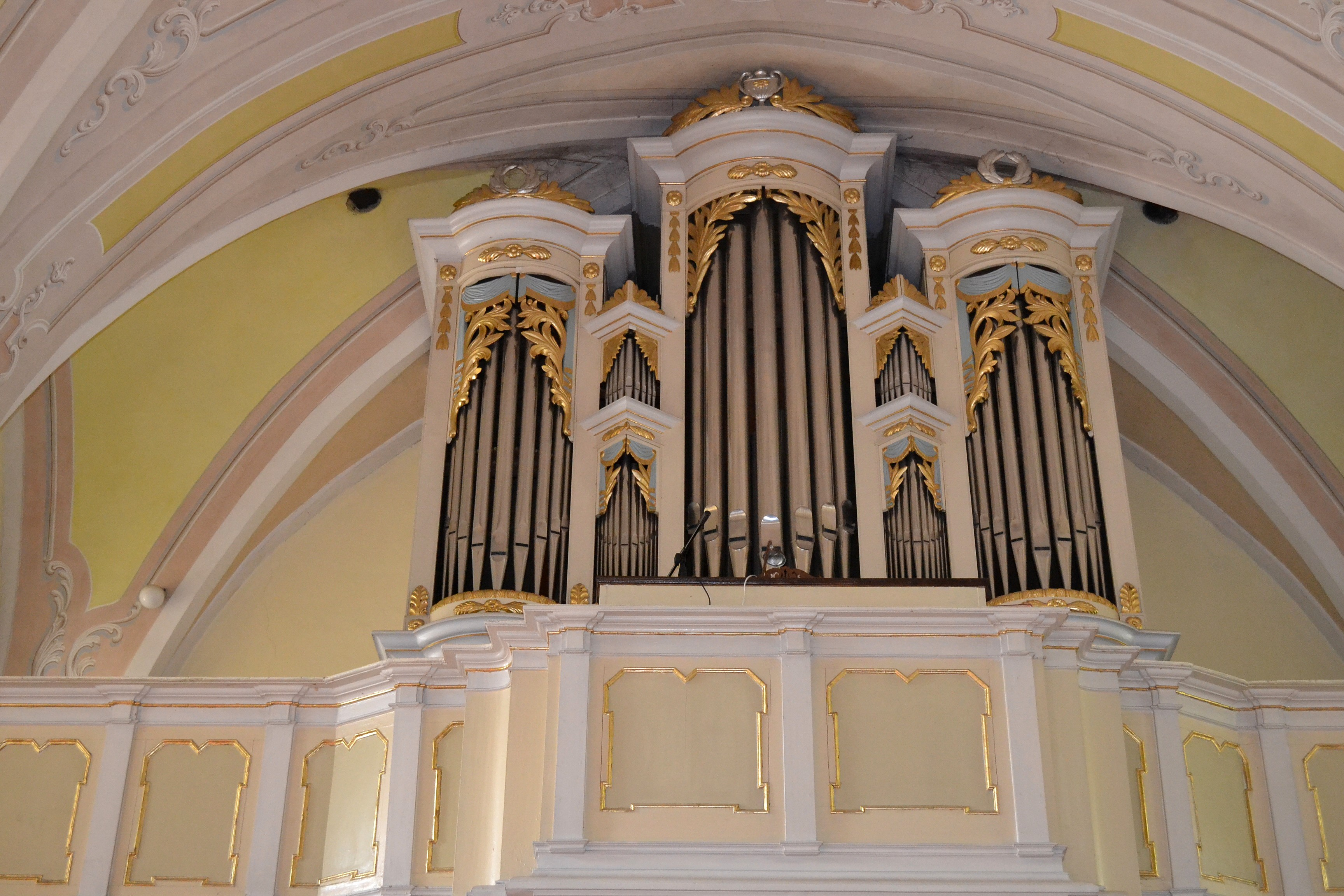
Organy
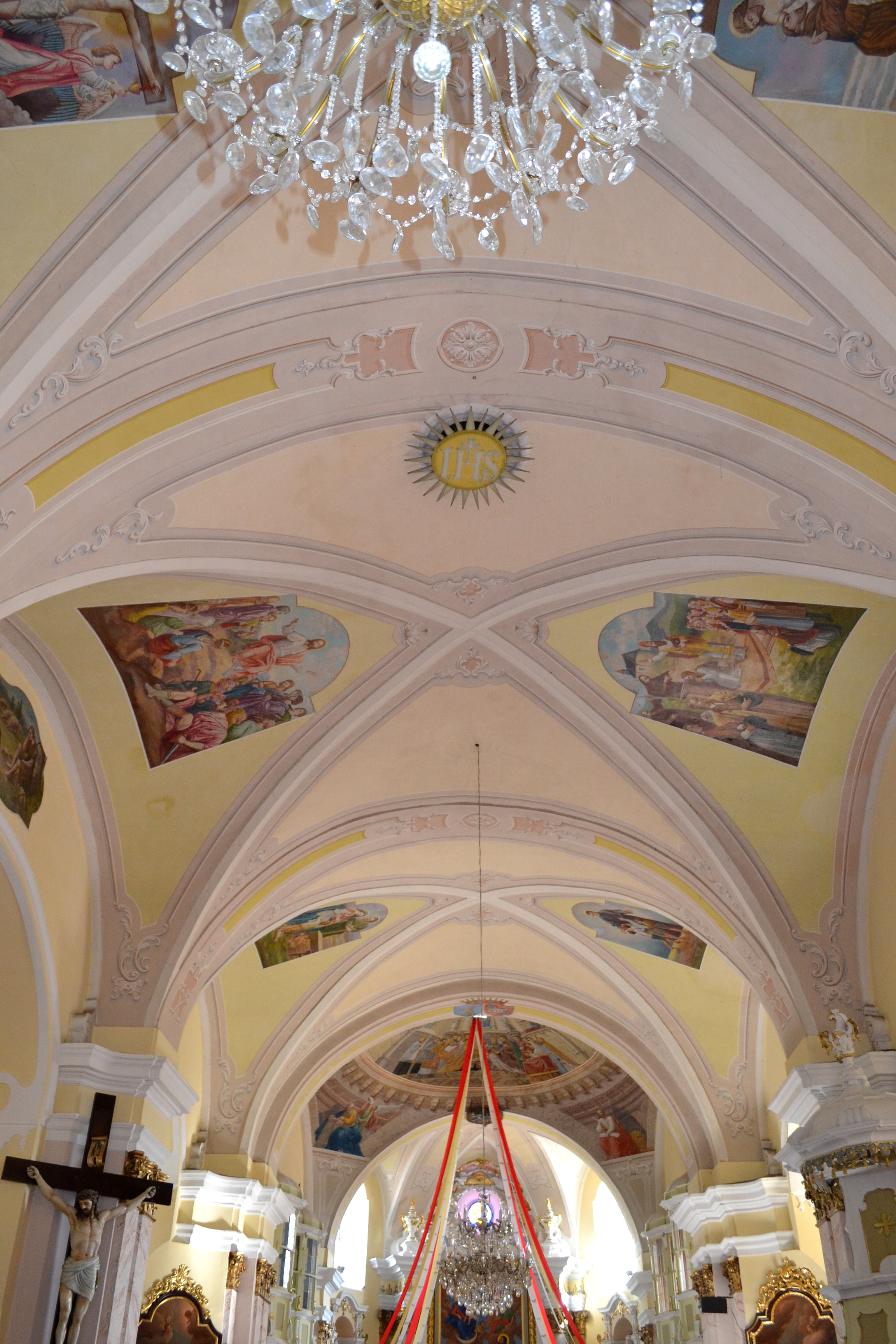
Sklepienie